# Otto Kalb
Otto Kalb (* 30. September 1921 in Sondershausen; † 2015 in Hamburg; später Kalb-Rottmann) war ein deutscher Politiker (CDU). Er war von 1954 bis 1960 Abgeordneter der Volkskammer der DDR. Er flüchtete im Juni 1960 mit seiner Familie aus der DDR.

## Leben
Kalb, Sohn des Polizei-Oberwachtmeisters Alfred Kalb, besuchte die Volksschule, das Realgymnasium und die Handelsschule in Sondershausen. Während des Zweiten Weltkriegs leistete er von 1940 bis 1945 Kriegsdienst in der Wehrmacht.
Nach dem Krieg arbeitete er ab 1945 als Buchhalter. Er wurde 1945 Mitglied des Freien Deutschen Gewerkschaftsbundes (FDGB). Von 1946 bis 1948 besuchte er die Finanzschule in Ilmenau. Im Jahr 1946 trat er der Christlich-Demokratischen Union Deutschlands (CDU) bei und war von 1946 bis 1950 Mitglied des CDU-Kreisvorstandes Sondershausen. Gleichzeitig war er von 1946 bis 1950 Stadtverordneter und von 1947 bis 1950 ehrenamtlicher Stadtrat in Sondershausen. Ein Studium der Finanzwirtschaft 1950/51 an der Deutschen Verwaltungsakademie „Walter Ulbricht“ in Forst Zinna schloss er als Finanzwirtschaftler ab. Von 1951 bis 1953 war er Mitglied der Landesfinanzdirektion Thüringen bzw. des Rates des Bezirkes Erfurt. Ab 1952 war er Mitglied des CDU-Bezirksvorstandes Erfurt und von 1954 bis 1956 war Mitglied des Hauptvorstandes und des Sekretariats der CDU-Parteileitung. Ab 1. Januar 1954 war er Leiter der Abteilung Kaderpolitik und Staatliche Organe der CDU-Parteileitung. Er wurde am 13. April 1954 auf einer Sitzung des HV zum Sekretär des Zentralen Untersuchungsausschusses berufen, als Nachfolger von Gerhard Fischer.
1954 und 1958 wurde er in die Volkskammer gewählt. Er war ab 1954 Sekretär der CDU-Fraktion und Stellvertreter des Vorsitzenden des Haushalts- und Finanzausschusses. Ab 1958 war er auch Mitglied des Kreisausschusses Oranienburg der Nationalen Front der DDR.
Letztmals wurde er in der DDR-Presse erwähnt, als er auf einer Vorstandstagung der Ost-Berliner CDU am 12. Mai 1960 im Auftrag der Parteileitung Karl Burkert für die Funktion des neuen Bezirksvorsitzenden vorschlug. Auf einer Präsidiumssitzung des Hauptvorstandes der CDU am 5. Juli 1960 ging Gerald Götting auf die Flucht aus der DDR von Otto Kalb ein, dessen Ablösung bereits in der Vorbereitung des 10. Parteitages der CDU im Juni 1960 vorgesehen war.

## Auszeichnungen in der DDR
- 1952 Ehrenmedaille der Nationalen Front
- 1959 Verdienstmedaille der DDR